# NGC 1489
NGC 1489 is een balkspiraalstelsel in het sterrenbeeld Eridanus. Het hemelobject werd in 1886 ontdekt door de Amerikaanse astronoom Frank Muller.

## Synoniemen
- PGC 14165
- ESO 549-42
- MCG -3-11-3